# Gran Premio Costa degli Etruschi 2013
Il Gran Premio Costa degli Etruschi 2013, diciottesima edizione della corsa e valida come evento dell'UCI Europe Tour 2013 categoria 1.1, si è disputato il 21 settembre 2013, su un percorso di 192 km. L'italiano Michele Scarponi si è aggiudicato la corsa, al traguardo con il tempo di 4h30'51" alla media di 42,53 km/h.
Al traguardo 80 ciclisti portarono a termine la gara.

## Squadre partecipanti
| N.      | Cod. | Squadra                      |
| ------- | ---- | ---------------------------- |
| 1-8     | CAN  | Cannondale Pro Cycling       |
| 11-18   | LAM  | Lampre-Merida                |
| 21-28   | AST  | Astana Pro Team              |
| 31-38   | COL  | Colombia                     |
| 41-48   | BAR  | Bardiani Valvole-CSF Inox    |
| 51-58   | AND  | Androni Giocattoli-Venezuela |
| 61-68   | VIN  | Vini Fantini-Selle Italia    |
| 71-78   | IAM  | IAM Cycling                  |
| 81-88   | CEF  | Ceramica Flaminia-Fondriest  |
| 91-98   | UNA  | Utensilnord-Ora24.eu         |
| 101-108 | AMO  | Amore & Vita                 |
| 111-118 | IITA | Italia                       |
| 121-128 | COL  | Colombia                     |
| 131-138 | MKT  | Meridiana-Kamen Team         |
| 141-148 | RVL  | RusVelo                      |

## Ordine d'arrivo (Top 10)
| Pos. | Corridore            | Squadra       | Tempo    |
| ---- | -------------------- | ------------- | -------- |
| 1    | Michele Scarponi     | Lampre-Merida | 4h30'51" |
| 2    | Diego Ulissi         | Lampre-Merida | a 4"     |
| 3    | Filippo Pozzato      | Lampre-Merida | s.t.     |
| 4    | Rinaldo Nocentini    | AG2R La Mond. | s.t.     |
| 5    | Ivan Santaromita     | BMC Racing    | s.t.     |
| 6    | Patrik Sinkewitz     | Meridiana     | s.t.     |
| 7    | Vincenzo Nibali      | Astana        | a 12"    |
| 8    | Mauro Finetto        | Vini Fantini  | A 57"    |
| 9    | Miguel Ángel Rubiano | Androni       | s.t.     |
| 10   | Daniele Ratto        | Cannondale    | s.t.     |